# Estação San Juan de Letrán
A Estação San Juan de Letrán é uma das estações do Metrô da Cidade do México, situada na Cidade do México, entre a Estação Bellas Artes e a Estação Salto del Agua. Administrada pelo Sistema de Transporte Colectivo, faz parte da Linha 8.
Foi inaugurada em 20 de julho de 1994. Localiza-se no cruzamento do Eixo Central Lázaro Cárdenas com a Rua República de Uruguay e a Rua Victoria. Atende o bairro do Centro, situado na demarcação territorial de Cuauhtémoc. A estação registrou um movimento de 11.286.742 passageiros em 2016.